# Aata finchi
Aata finchi är en skalbaggsart som först beskrevs av Waterhouse 1884.  Aata finchi ingår i släktet Aata och familjen praktbaggar. Inga underarter finns listade i Catalogue of Life.